# 夏衍

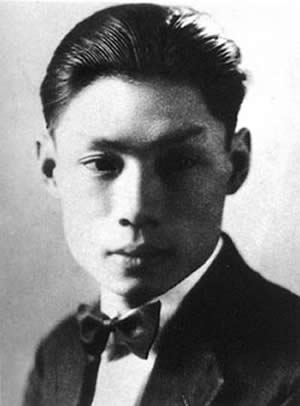
夏衍

夏衍（か えん、Xia Yan、1900年10月30日 - 1995年2月6日）は、中国の劇作家、映画脚本家、ジャーナリスト。

## 来歴
浙江省杭州厳家弄（現在の杭州市上城区）に生まれる。本名は沈乃煕、字は端先。浙江甲種工業学校で学んだ後、1920年日本に留学、九州明治専門学校などで学ぶ。1927年帰国後中国共産党に参加、左翼文学芸術運動に従事。1935年より「賽金花」、「上海の屋根の下」（上海屋檐下）、「ファッショ細菌」（法西斯細菌）などの戯曲を発表。これらは1930、1940年代中国話劇の代表作とされる。

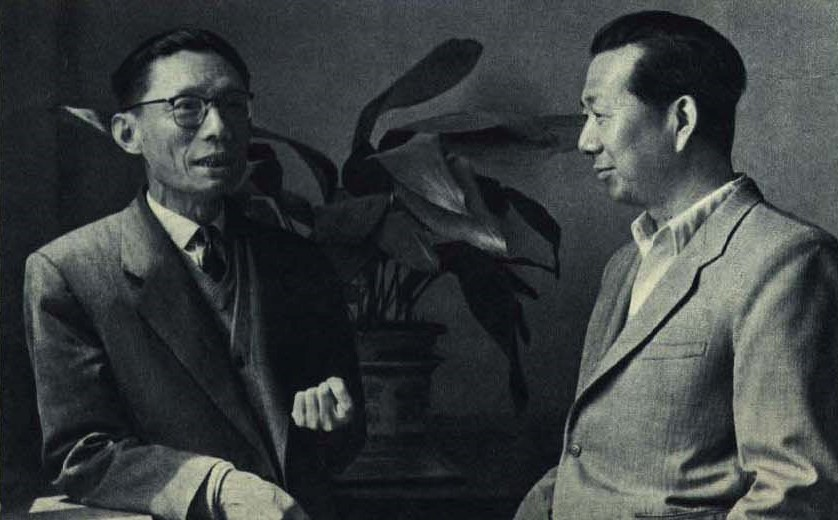
同じ脚本家の水華（右）と

抗日戦争中は桂林で「救亡日報」刊行、同紙停刊の後は「華商報」「新華日報」の編集に従事する。
中華人民共和国建国後は上海市電影局長、国務院文化部副部長などを歴任。また映画シナリオ「祝福」「林家舗子」などを執筆する。
文化大革命中は激しく攻撃され、7年間投獄された。
文革終結後は中共中央顧問委員会委員などを歴任した。
1995年、死去。94歳没。